# Liste der Abgeordneten zum Vorarlberger Landtag (XXIV. Gesetzgebungsperiode)
Diese Liste bietet einen Überblick über die Mitglieder des XXIV. Vorarlberger Landtags in der Legislaturperiode von 1984 bis 1989. Dem 24. Vorarlberger Landtag gehörten nach der Landtagswahl 1984 20 Abgeordnete der ÖVP, 9 der SPÖ, 3 der FPÖ und 4 Abgeordnete den Grünen an. Insgesamt wurden als Abgeordnete des Landtags während dessen Legislaturperiode 44 Personen vereidigt (durch Auswechslungen und Nachrücker).
Es bestand eine Regierungskoalition aus ÖVP und FPÖ, die über eine absolute Mehrheit von 23 Abgeordneten verfügte. Zum Landtagspräsidenten wurde in der konstituierenden Sitzung des Landtags am 6. November 1984 der bereits in der vorhergehenden Periode amtierende Martin Purtscher von der ÖVP gewählt. Nach Purtschers Wahl zum Landeshauptmann am 9. Juli 1987 wurde dessen Parteikollege Bertram Jäger zum neuen Landtagspräsidenten bestimmt.

## Funktionen

### Landtagsabgeordnete
| Name                | Fraktion             | Anmerkungen                                                                     |
| ------------------- | -------------------- | ------------------------------------------------------------------------------- |
| Aberer Willi        | ÖVP                  |                                                                                 |
| Batlogg Helmut      | ÖVP                  |                                                                                 |
| Berchtold Andreas   | ÖVP                  | Erster Landtagsvizepräsident                                                    |
| Bernhard Franz      | ÖVP                  |                                                                                 |
| Blank Konrad        | ÖVP                  | bis 9. November 1984 (Mandatsniederlegung wegen Berufung als Landesrat)         |
| Falschlunger Karl   | SPÖ                  | Zweiter Landtagsvizepräsident                                                   |
| Fink Ernst          | ÖVP                  |                                                                                 |
| Fritz Walter        | ÖVP                  |                                                                                 |
| Gasser Siegfried    | ÖVP                  | bis 9. November 1984 (Mandatsniederlegung wegen Berufung als Landesstatthalter) |
| Gehrer Elisabeth    | ÖVP                  |                                                                                 |
| Grabher Hans-Dieter | FPÖ                  | bis 13. November 1984 (Mandatsniederlegung wegen Berufung als Landesrat)        |
| Greber Jakob Franz  | ÖVP                  | ab 28. November 1984 für Landesstatthalter Siegfried Gasser                     |
| Halder Gebhard      | ÖVP                  | ab 28. November 1984 für Landesrat Konrad Blank                                 |
| Häfele Arnulf       | SPÖ                  | ab 28. November 1984                                                            |
| Hoch Gregor         | ÖVP                  |                                                                                 |
| Holzer Otmar        | ÖVP                  |                                                                                 |
| Hummer Bruno        | FPÖ                  |                                                                                 |
| Illigen Heinz       | ÖVP                  |                                                                                 |
| Intemann Walter     | ÖVP                  |                                                                                 |
| Jäger Bertram       | ÖVP                  | Landtagspräsident ab 9. Juli 1987                                               |
| Keckeis Günther     | SPÖ                  |                                                                                 |
| Keßler Herbert      | ÖVP                  | Landeshauptmann; Abgeordneter bis 10. Juli 1987 (Mandatsniederlegung)           |
| Langanger Johanna   | SPÖ                  |                                                                                 |
| Mader Dietger       | FPÖ                  | FPÖ-Klubobmann                                                                  |
| Mayer Alfred        | ÖVP                  | bis 20. November 1984 (Mandatsniederlegung wegen Berufung als Landesrat)        |
| Mayer Elmar         | SPÖ                  |                                                                                 |
| Mayer Fritz         | SPÖ                  | bis 10. Juli 1987 (Mandatsniederlegung)                                         |
| Nosko Gerald        | ÖVP                  |                                                                                 |
| Nosko Ludwig        | FPÖ                  | ab 28. November 1984 für Landesrat Hans-Dieter Grabher                          |
| Peter Sigfrid       | GRÜNE                | bis 30. September 1987 (Mandatsniederlegung)                                    |
| Pröckl Wilhelm      | SPÖ                  | ab 4. Februar 1987 für Peter Spannring                                          |
| Purtscher Martin    | ÖVP                  | Landtagspräsident bis 9. Juli 1987, anschließend Landeshauptmann                |
| Riedmann Alwin      | SPÖ                  | ab 7. Oktober 1987 für Mayer Fritz                                              |
| Rudigier Fritz      | SPÖ                  |                                                                                 |
| Rünzler Manfred     | GRÜNE                | Klubobmann der Grünen                                                           |
| Salzgeber Elfriede  | ÖVP                  | ab 28. November 1984 für Landesrat Alfred Mayer                                 |
| Sausgruber Herbert  | ÖVP                  | ÖVP-Klubobmann                                                                  |
| Schöringhumer Max   | GRÜNE / Fraktionslos | Ausschluss aus dem Grünen Landtagsklub im Dezember 1985, von da an Fraktionslos |
| Simma Kaspar Ignaz  | GRÜNE                |                                                                                 |
| Spannring Peter     | SPÖ                  | bis 7. Jänner 1987 (Mandatsniederlegung)                                        |
| Thalhammer Herbert  | GRÜNE                | ab 7. Oktober 1987 für Sigfrid Peter                                            |
| Vallaster Manfred   | ÖVP                  |                                                                                 |
| Werber Christine    | ÖVP                  | ab 7. Oktober 1987 für Landeshauptmann Herbert Keßler                           |
| Winder Ernst        | SPÖ                  | SPÖ-Clubvorsitzender                                                            |